# セヴァストーポリ (戦艦・2代)
| Севастополь 1915年撮影、竣工直後           | |
| Севастополь 1947～1948年撮影、近代化改装後 | |
| 艦歴                                       | |
| 発注                                       | |
| 起工                                       | 1909年7月3日                                                                                        |
| 進水                                       | 1911年6月29日                                                                                       |
| 就役                                       | 1914年11月17日                                                                                      |
| 除籍                                       | 1956年                                                                                              |
| 解体                                       | 1957年                                                                                              |
| 性能諸元                                   | |
| 排水量                                     | 常備：23,016t 満載：26,900t                                                                         |
| 全長                                       | 184.9m                                                                                              |
| 全幅                                       | 26.9m改装後32.0m                                                                                    |
| 吃水                                       | 9.1m改装後9.6m                                                                                      |
| 機関                                       | タービン（パーソンズ、直結）4基 42,000馬力改装後61,000馬力                                          |
| 最大速                                     | 23kt 改装後：21.5kt                                                                                 |
| 兵員                                       | 1120名                                                                                              |
| 兵装                                       | 305mm砲3連装4基 120mm砲単装12基（竣工時16基） 76.2mm単装砲6基 37mm単装機関砲12基 13.2mm4連装機銃6基 |
| 装甲                                       | 水線229mm 甲板76mm 砲塔203mm バーベット203mm 司令塔245mm                                            |

セヴァストーポリ（ロシア語: Севастополь、英語: Sevastopol）はロシア帝国海軍の戦艦>。後にソビエト連邦海軍の戦艦パリジスカヤ・コンムナ（ロシア語: Парижская коммуна、英語: parizhskaya kommuna）となった。
クリミア戦争時のセバストーポリ要塞を巡る戦いに由来する。パリジスカヤ・コンムナはパリ・コミューン（パリ革命政府）の意味。

## セバストーポリ級の可能性
日露戦争後の海軍再建を目指した1908年計画により、ロシア初めての弩級戦艦であるガングート級の1隻として他の3隻と共に1909年から起工された。3連装砲塔4基を全て中心線上に配置し、ドイツ海軍の弩級戦艦ヘルゴラント級戦艦（1911年竣工）や日本海軍の河内型戦艦（1912年竣工）の30.5cm砲12門の2連装砲塔6基の六角形配置に比べ、優れた設計だった。
しかし、船体強度の設計ミスと予算不足により完成が遅れ、竣工した1914年当時イギリス海軍では既に34.3cm2連装砲5基を全て中心線上に配置した超弩級戦艦アイアン・デューク級戦艦が完成していた。翌1915年には15インチ (38.1 cm) 2連装砲4基で25ktを発揮するクイーン・エリザベス級戦艦が完成し、1916年にはアメリカ海軍も35.6cm3連装砲塔4基を背負い式にしたペンシルベニア級戦艦を建造するなど、より洗練された主砲配置の戦艦も現れていた。
防御面では、近代化改装の際に水平防御や水雷防御について改善が行われたが、航空攻撃に対する各艦の損害状況を見ると不十分であったと思われる。

## 艦歴
1914年11月、「セヴァストーポリ」はロシア海軍最初の弩級戦艦、ガングート級の4番艦としてバルト海で竣工した。
1918年2～3月、ドイツ軍の進出に伴いヘルシンキやタリンの前線基地から、氷結したバルト海を渡りクロンシュタットに後退する作戦に参加。
1921年3月、クロンシュタットの反乱に乗員の多くが参加し、臨時革命委員会へオッソソーフ機関兵、ペレペルキン電気技術兵、ヴェルチーニン水兵の3名が加入した。反乱は失敗に終わり、生き残った8000人が徒歩でフィンランドへ亡命する結果となった。
1921年3月31日、「パリジスカヤ・コンムナ」と改名。
1924～25年、近代化改装を受ける。艦首のクリッパー化、前部煙突を若干高め上端部を斜め後方に屈曲させるなど艦容が変化。測距儀と対空火器を増設。
1929年11月22日～30年1月18日、バルト海から黒海に回航。以後、黒海艦隊の旗艦となる。
1936～1939年、セヴァストポリ造船所で近代化改装を受ける。重油専焼缶への換装、前後の艦橋構造物の大型化、観測用水上機の搭載と揚収用の大型クレーンの設置、バルジの設置などが行われた。バルジ設置のため、幅が同型艦2隻より約5.4m広くなっている。
1941年6月22日、独ソ戦開始後、主に黒海を往復する船舶の護衛任務に就いていたが、セヴァストポリ包囲戦の進展に伴い陸上作戦支援に転じた。
10月、セヴァストポリ軍港にドイツ軍の脅威が迫り、巡洋艦モロトフや駆逐艦と共にコーカサス地方へ撤退。
11月8日、駆逐艦「スミイシェレニイ」と共に、セヴァストポリ南の枢軸軍拠点に対し砲撃。主砲弾146発、5.1in砲弾120発、4.7in砲弾299発を発射。13両の戦車、8門の野砲、4台の列車砲、37両の軍用車両を破壊した。
12月29日、ケルチ半島上陸作戦に参加。その間に1025名の負傷者を収容して後送する。
1942年1月5日、ノボロシースクから護衛の駆逐艦Boykyを伴って出撃し、クリミア半島の海岸に27分以上に渡って168発の砲弾を撃ち込む。
2・3月、駆逐艦「タシュケント」、「zheleznyakov」や「boyky」とケルチ半島のフェオドシア砲撃などに従事。
3月23日、ポチの造船所に入渠。修理と主砲の換装を実施。
9月12日、バトゥーミ市に避難。
11月25日、スターリングラードの反攻が成功してポチに戻る。
1943年5月31日、艦名を旧名「セヴァストーポリ」に戻す。
1944年5月11日、黒海艦隊旗艦としてF. S. Oktyabrsky提督の指揮下、セヴァストポリ奪還作戦に成功。
1945年7月8日、赤旗勲章を授与される。
1954年7月24日、練習艦となる。
1956年2月17日、除籍。
1956～57年、解体される。
1975年5月8日、セヴァストポリ解放35周年の記念碑が建造される。

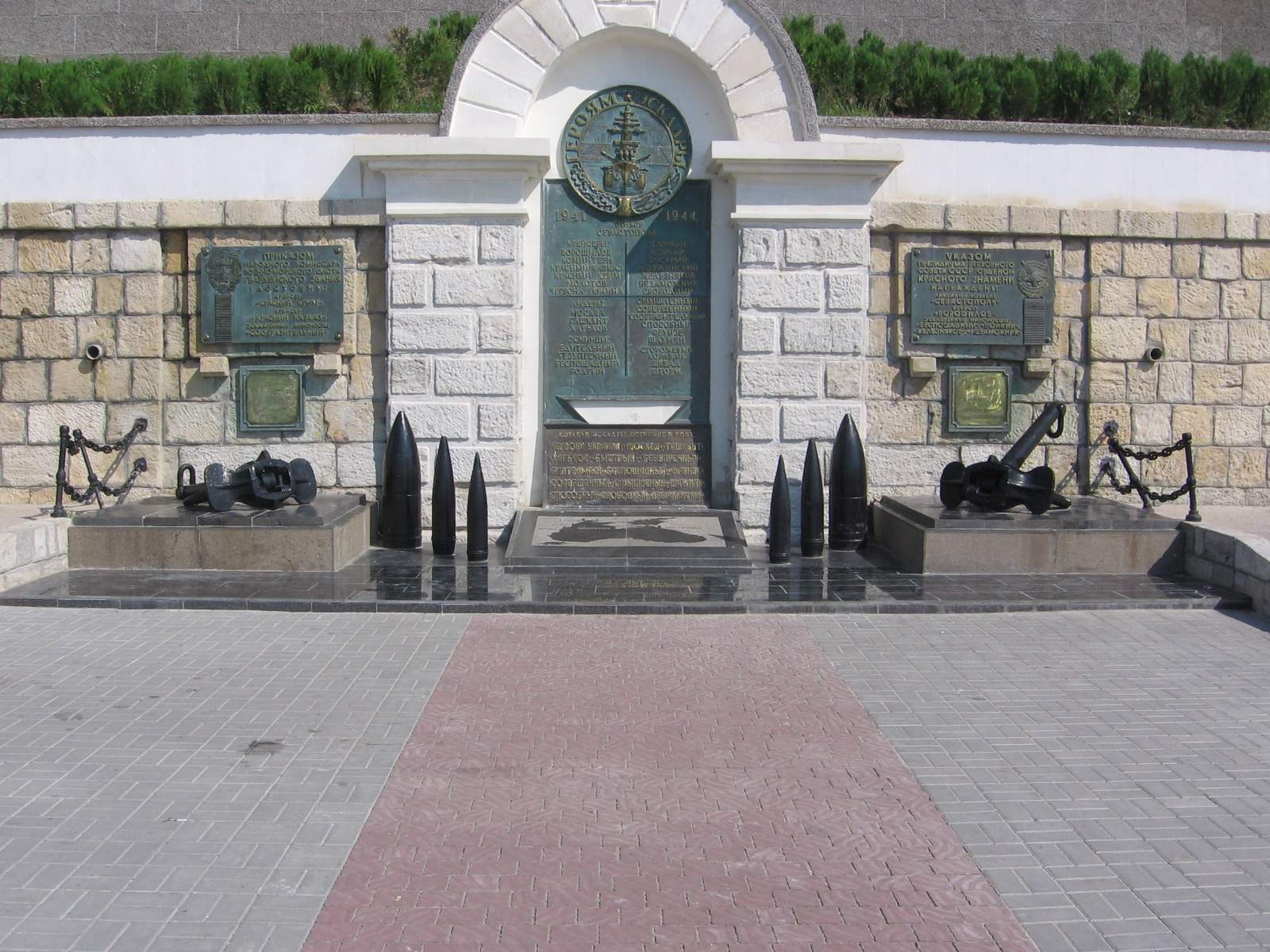
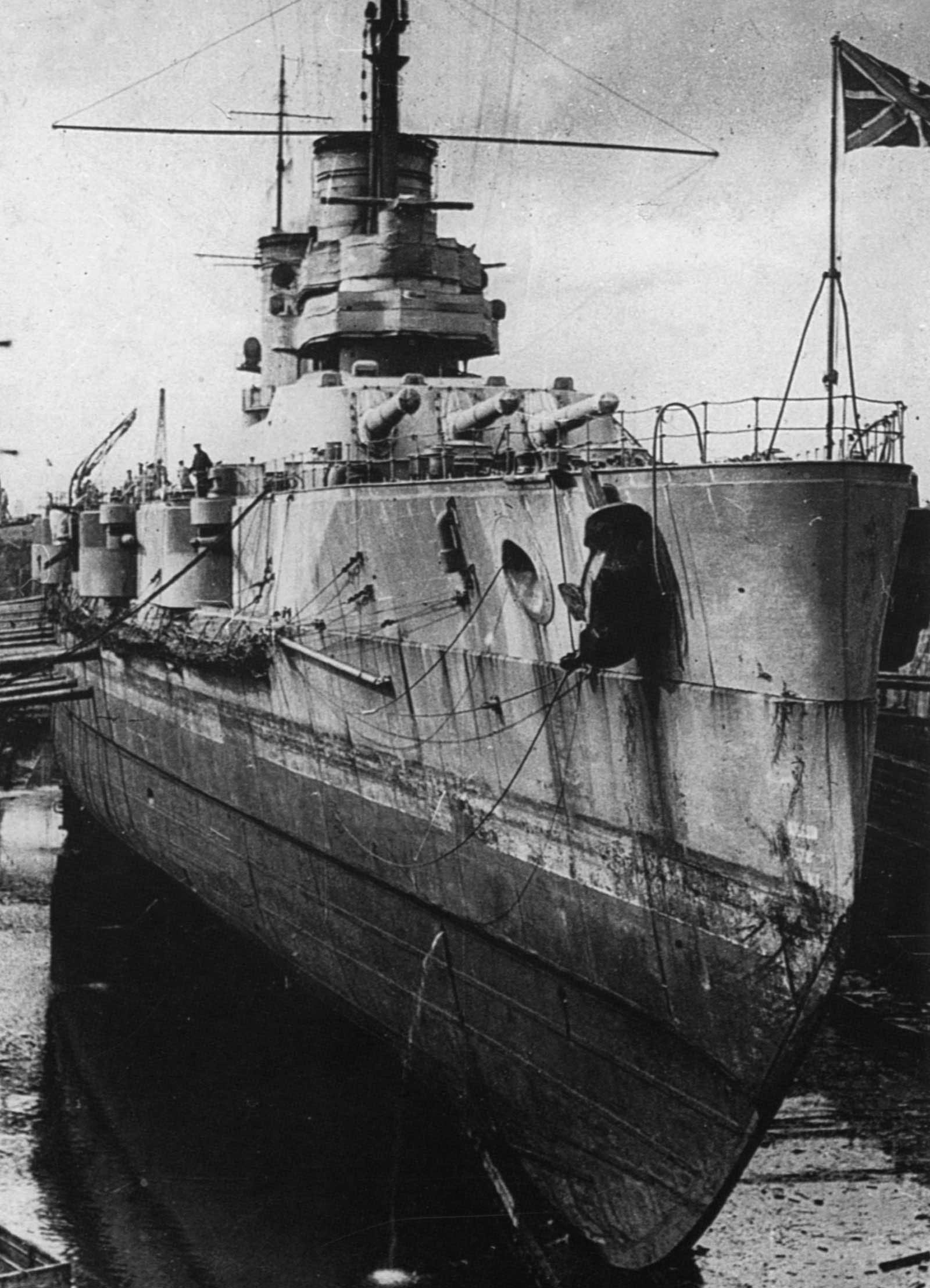
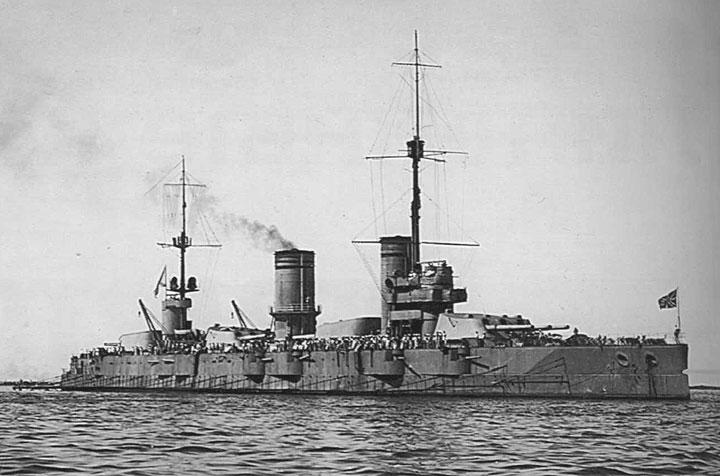
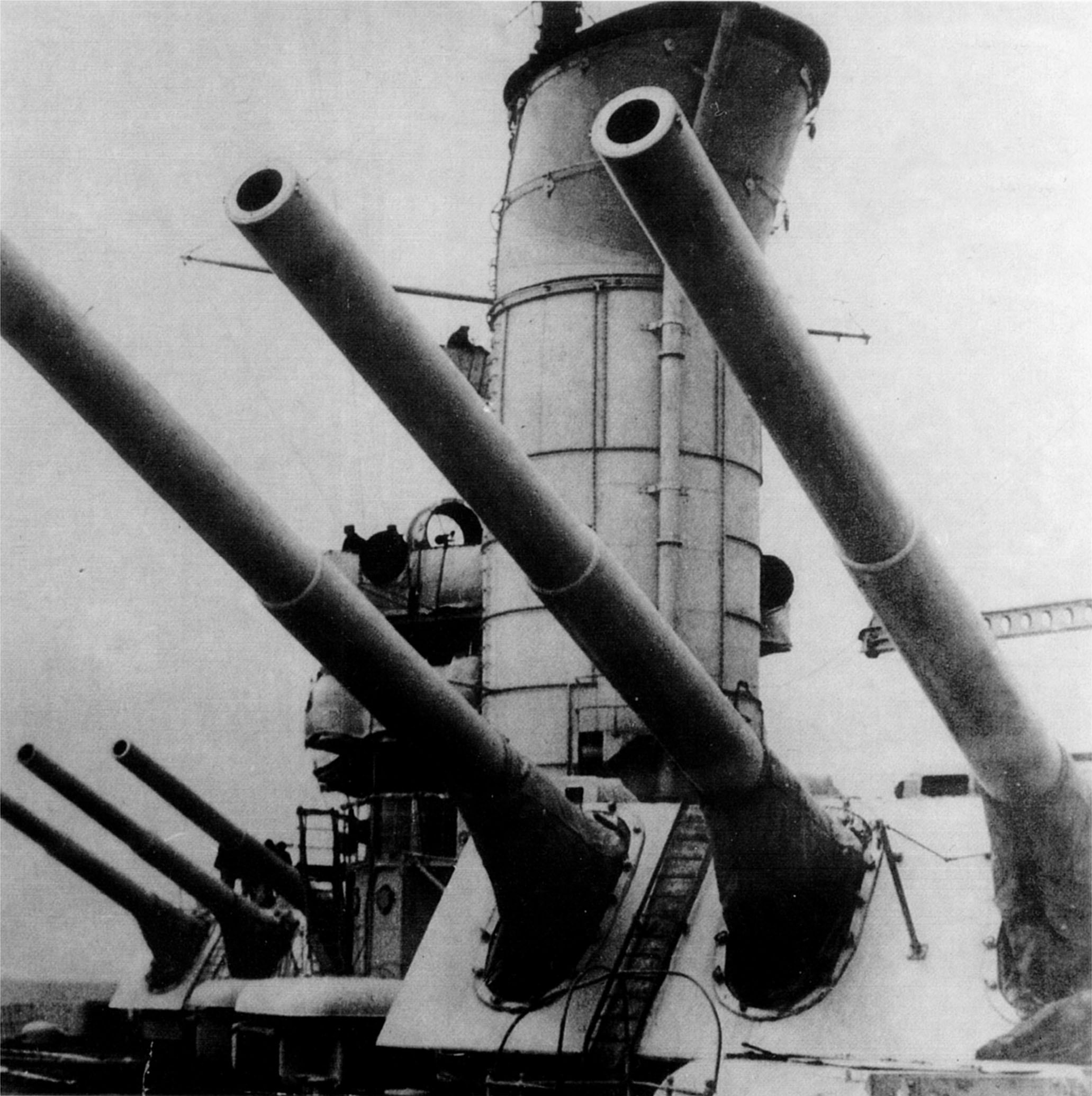

## 注記

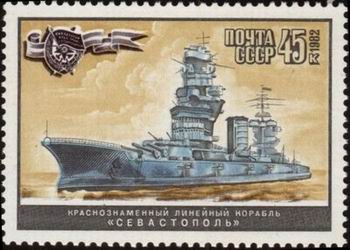
С

1. ↑  日本語の文献では「セヴァストーポリ」が最も早く完成したと言う記述があるが、サイト等を確認した限りでは正確な日付はまちまちで確証はない。英文やロシア語のサイトには本級をガングート級ではなくセバストーポリ級としている所も有るが、これまでの慣例に従いガングート級、「セヴァストーポリ」は4番艦とした。
2. ↑  ロシア語版に画像あり。